# Carole Lebel
Pour les articles homonymes, voir Lebel.
Carole Lebel est une actrice française née à Paris en 1946.

## Filmographie
- 1966 : Brigade antigangs, de Bernard Borderie : Martine Sartet
- 1967 : À cœur joie de Serge Bourguignon : Monique
- 1968 : La Louve solitaire d'Édouard Logereau : Olga
- 1969 : Les Femmes de Jean Aurel : Gertrude
- 1970 : Perverse et Docile (Une femme tue) de Jean-Louis van Belle : Françoise Frémont